# Ellenton Liliu
Ellenton Liliu (20 juli 1991) is een Braziliaanse voetballer. Aan het einde van het seizoen 2011-2012 werd zijn aflopend contract bij KVC Westerlo niet verlengd. Hij is een aanvaller. 

## Statistieken[1]
| Seizoen         | Club                    | Competitie        | Competitie | Competitie | Play-offs | Play-offs | Beker | Beker | Europa | Europa | Totaal | Totaal |
| Seizoen         | Club                    | Competitie        | Wed.       | Dlp.       | Wed.      | Dlp.      | Wed.  | Dlp.  | Wed.   | Dlp.   | Wed.   | Dlp.   |
| --------------- | ----------------------- | ----------------- | ---------- | ---------- | --------- | --------- | ----- | ----- | ------ | ------ | ------ | ------ |
| 2009-2010       | KVC Westerlo            | Eerste klasse     | 2          | 1          | 7         | 4         | 0     | 0     | —      | —      | 9      | 5      |
| 2010-2011       | KVC Westerlo            | Eerste klasse     | 6          | 2          | 4         | 1         | 3     | 0     | —      | —      | 13     | 3      |
| 2011-2012       | KVC Westerlo            | Eerste klasse     | 14         | 1          | 0         | 0         | 1     | 0     | 1      | 0      | 16     | 1      |
| 2012-2013       | Clube de Regatas Brasil | Série C           | 3          | 1          | —         | —         | 0     | 0     | —      | —      | 3      | 1      |
| 2012-2013       | Esporte Clube Rio Verde | Campeonato Goiano | 1          | 0          | —         | —         | 0     | 0     | —      | —      | 1      | 0      |
| 2013-2014       | Ethnikos Achnas         | A Divizion        | 15         | 5          | —         | —         | 0     | 0     | —      | —      | 15     | 5      |
| 2013-2014       | Hapoel Raanana          | Ligat ha'Al       | 5          | 0          | 2         | 0         | 0     | 0     | —      | —      | 7      | 0      |
| 2014-2015       | Birkirkara FC           | Premier League    | 17         | 13         | 4         | 1         | 3     | 3     | —      | —      | 24     | 17     |
| 2015-2016       | Birkirkara FC           | Premier League    | 16         | 4          | —         | —         | 0     | 0     | 4      | 1      | 20     | 5      |
| 2015-2016       | Nea Salamina Famagusta  | A Divizion        | 8          | 0          | 6         | 0         | 0     | 0     | —      | —      | 14     | 0      |
| 2016-2017       | Gzira United FC         | Premier League    | 4          | 2          | —         | —         | 0     | 0     | —      | —      | 4      | 2      |
| 2016-2017       | Nomme Kalju FC          | Meistriliiga      | 18         | 16         | —         | —         | 0     | 0     | —      | —      | 18     | 16     |
| 2018            | Nomme Kalju FC          | Meistriliiga      | 30         | 31         | —         | —         | 1     | 0     | 3      | 1      | 34     | 32     |
| 2019            | Nomme Kalju FC          | Meistriliiga      | 20         | 9          | —         | —         | 3     | 3     | 2      | 0      | 25     | 12     |
| 2019            | IF Brommapojkarna       | Superettan        | 1          | 0          | —         | —         | 0     | 0     | —      | —      | 1      | 0      |
| Carrière totaal | Carrière totaal         | Carrière totaal   | 160        | 85         | 23        | 6         | 11    | 6     | 10     | 2      | 204    | 99     |